# Żylak czerwonobrązowy
Żylak czerwonobrązowy (Phlebia subochracea (Bres.) J. Erikss. & Ryvarden) – gatunek grzybów z rzędu żagwiowców (Polyporales).

## Systematyka i nazewnictwo
Pozycja w klasyfikacji według Index Fungorum: Phlebia, Meruliaceae, Polyporales, Incertae sedis, Agaricomycetes, Agaricomycotina, Basidiomycota, Fungi.
Gatunek ten opisał w 1894 roku Giacomo Bresàdola, nadając mu nazwę Grandinia subochracea. Obecną, uznaną przez Index Fungorum nazwę nadali mu John Eriksson i Leif Ryvarden w 1976 r.
Ma 10 synonimów. Niektóre z nich:
- Lilaceophlebia subochracea (Bres.) Spirin & Zmitr. 2004
- Mycoacia subochracea (Bres.) Parmasto 1967
- Sarcodontia subochracea (Bres.) Nikol. 1961[2].

Polską nazwę zaproponował Władysław Wojewoda w 2003 r.

## Występowanie i siedlisko
Stwierdzono występowanie Phlebia subochracea w Ameryce Północnej i Południowej, Europie, Azji, Australii, a nawet na Antarktydzie. Najwięcej stanowisk podano w Europie. W Polsce do 2003 r. znane było tylko jedno stanowisko tego gatunku. Podał je Bogumir Eichler w Międzyrzeczu Podlaskim w 1900 roku (jako Corticium citrinum). Według W. Wojewody jest to gatunek w Polsce wymarły, taki też statut ma w Czerwonej liście roślin i grzybów Polski.
Nadrzewny grzyb saprotroficzny. W Polsce podano jego występowanie w lasach na martwych gałęziach olszy czarnej i wierzby szarej.